# Klatovy
Klatovy (tjekkisk udtale: [ˈklatovɪ] ; tysk: Klattau) er en by i regionen Plzeň i Tjekkiet. Den har omkring 22.000 indbyggere. Byens centrum er velbevaret og er beskyttet ved lov som en urban monumentzone.
Klatovy består af 5 bydele og 25 landsbyer

## Etymologi
Ifølge en teori blev navnet Klatovy afledt af det personlige navn Klát, der betyder "Kláts (retten)". Navnet Klát har så sin oprindelse i det gamle tjekkiske ord klát, som betød "træstubbe" eller "bjælke". Ifølge den anden teori blev navnet Klatovy afledt direkte fra klát.

## Geografi
Klatovy ligger omkring 38 km syd for Plzeň, for den største del, i Švihov-højlandet. Det højeste punkt er bakken Boudovka på 729 m over havets overflade, beliggende i den sydlige eksklave, i Böhmerwalds forbjerge. Et dominerende træk ved det bebyggede område er bakken Hůrka der er 498 moh.
Byen ligger på højre bred af floden Úhlava. Drnový-strømmen, en biflod til Úhlava, løber gennem byen.

## Historie
Den første skriftlige omtale af Klatovy er fra 1253, hvor det var en lille bygd på en handelsrute fra Bøhmen til Bayern. Mellem 1260 og 1263 oprettede Ottokar 2. af Bøhmen en kongeby af bosættelse. Bymurene blev bygget og mellem det 13. og 16. århundrede blev forbedret. Trods hussitterkrigene og en brand i 1464, som ødelagde alle forstæderne, fortsatte udviklingen af byen. I begyndelsen af det 16. århundrede var Klatovy en af de ti vigtigste byer i de tjekkiske lande.
I det 16. århundrede fortsatte Klatovy med at blomstre, og mange vigtige bygninger blev bygget. Men byen blev beskadiget af adskillige brande, og Trediveårskrigen forårsagede tilbagegang. I midten af det 17. århundrede kom jesuitterne ind i byen og startede ikke kun byggeri, men også udvikling af uddannelse. Men i en påsat brand i 1689, brændte alle gotiske og renæssancemonumenter ned.
I det 18. århundrede blev Klatovy regionens administrative centrum. I begyndelsen af det 19. århundrede blev en del af fæstningsværket revet ned, og byen ændrede sit arkitektoniske ansigt. I anden halvdel af det 19. århundrede blev Klatovy centrum for det kulturelle og sociale liv. Udviklingen af handel blev understøttet af anlæggelsen af nye jernbane- og vejnet.
Under 2. verdenskrig blev Klatovy besat af Tyskland. Tyskerne drev et Gestapofængsel i byen. I 1942 var Klatovy centrum for modstandsbevægelsen, som blev hårdt undertrykt af henrettelsen af 73 patrioter i Spálený-skoven på Reinhard Heydrichs tid. I 1945 blev nogle dele af byen hårdt beskadiget af bombning, og banegården blev fuldstændig ødelagt. Klatovy blev befriet den 5. maj 1945 af den amerikanske hær. Byens resterende tyske befolkning blev fordrevet i overensstemmelse med Potsdam-aftalen i 1945.

## Økonomi
Historisk set er Klatovy forbundet med tekstil-, læder-, træ-, ingeniør- og fødevareindustrien. I øjeblikket dominerer bygge-, træ- og metalindustrien.  Den største arbejdsgiver i byen er en filial af firmaet Rodenstock GmbH, som her fremstiller brilleglas. Det har mere end 1.000 medarbejdere.
Klatovy er berømt for at dyrke nelliker. Siden 1813 er et stort antal farvestrålende sorter blevet avlet her, som med succes repræsenterede Klatovy på mange verdensudstillinger.

## Transportere
Klatovy er et jernbaneknudepunkt. Byen har en direkte forbindelse til Prag og Plzeň. Der er også regionale jernbanelinjer til Železná Ruda, Domažlice og Horažďovice. Området Klatovy betjenes af fem togstationer.

## Seværdigheder
Den ældste del af byen omgivet af fragmenter af bymure har siden 1992 været beskyttet som en urban monumentzone. Den bedst bevarede del af fæstningsværket ligger på den østlige side af den historiske bykerne, hvor der er to cirkulære bastioner.
Et af Klatovys vigtigste vartegn er Det Sorte Tårn, bygget i 1547-1557 som et vagttårn. Det blev sort efter de mange brande i byens historie. Det er et fem-etagers tårn med en højde på 81,6 m og 226 trin. I dag er det åbent for offentligheden og fungerer som et udsigtstårn.
Efter at det sorte tårn var færdigt, begyndte byggeriet af rådhuset i 1557. Mange konstruktionsændringer har fuldstændig ændret bygningens udseende. Den sidste større rekonstruktion i nyrenæssancestilen fandt sted i 1923-1925 baseret på arkitekten Josef Fantas projekt. Bygningen tjener stadig sit oprindelige formål.
Bymuseet, der officielt hedder Dr. Hostaš Museum of National History i Klatovy, ligger i et hus i jugendstil bygget i 1905-1907.